# Dorothy Gilman
Pour les articles homonymes, voir Gilman.
Dorothy Gilman, née le 25 juin 1923 à New Brunswick, New Jersey, et morte le 2 février 2012 à Rye Brook, New York, est un auteur américain de roman policier, de roman d’espionnage et de littérature d'enfance et de jeunesse.

## Biographie
Après des études à la Pennsylvania Academy of Fine Arts, puis à la Arts Student’s League New York, elle devient professeur de dessin.  En 1945, elle épouse Edgar A. Bitters et se lance à partir de 1949 dans le roman policier de littérature d’enfance et de jeunesse sous la signature Dorothy Gilman Butters.
Elle divorce en 1965 et, l’année suivante, paraît sous la signature Dorothy Gilman le premier roman d’espionnage d’une série de plus de quinze titres ayant pour héroïne l’ineffable Mrs. Pollifax, seul personnage de toute l’histoire de la littérature à être tout à la fois un agent de la CIA et la présidente du club de jardinage de sa communauté. Veuve âgée d’une soixantaine d’années, Emily Pollifax devient espionne un peu par désœuvrement, beaucoup pour réaliser un rêve d’enfance. Après une première mission de courrier réussie, elle s’enhardit et parvient à faire libérer un scientifique chinois d’une forteresse d’Albanie, puis se joint à une caravane en Turquie pour secourir une ancienne espionne de la Deuxième Guerre mondiale, ou encore, relève le défi de prévenir l’assassinat d’un leader politique africain. Les situations absurdes et improbables se multiplient dans le monde entier où est envoyée cette aimable vieille dame, qui sans jamais agir comme un agent secret, dame le pion aux meilleurs espions internationaux. C’est la clé du succès de la série, adaptée au cinéma en 1971 avec Rosalind Russell dans le rôle de Mrs. Pollifax, puis en 1999 à la télévision, avec Angela Lansbury.
En marge de la série Mrs. Pollifax, Dorothy Gilman a également publié quelques thrillers singuliers, dont Les Funambules (1979), qui utilise le procédé de la mise en abyme pour raconter les aventures de la jeune Amélia Jones, lancée sans le vouloir dans une enquête visant à démasquer le coupable d’un meurtre ayant eu lieu plusieurs années auparavant.
En 2010, l’association des Mystery Writers of America décerne à Dorothy Gilman son Grand Master Award. Atteinte de la maladie d’Alzheimer, elle meurt en 2012.

## Œuvre

### Romans

#### SérieMrs. Pollifax
- The Unexpected Mrs. Pollifax (1966) Publié en français sous le titre Mrs. Pollifax, Paris, Presses de la Cité, coll. Espiorama no 6, 1971
- The Amazing Mrs. Pollifax (1970) Publié en français sous le titre L’Irrésistible Mrs. Pollifax, Paris, Presses de la Cité, coll. Espiorama no 27, 1972
- The Elusive Mrs. Pollifax (1971) Publié en français sous le titre Mrs. Pollifax fait un malheur, Paris, Presses de la Cité, coll. Punch 1re série no 19, 1973 ; réédition, Paris, Presses de la Cité, coll. Punch 2e série no 18, 1974
- A Palm for Mrs. Pollifax (1973) Publié en français sous le titre Mrs. Pollifax fait la bombe, Paris, Presses de la Cité, coll. Punch 1re série no 110, 1974 ; réédition, Paris, Presses de la Cité, coll. Punch 2e série no 20, 1974
- Mrs. Pollifax on Safari (1977) Publié en français sous le titre Le Safari de Mrs. Pollifax, Paris, Presses de la Cité, 1979
- Mrs. Pollifax on the China Station (1983)
- Mrs. Pollifax and the Hong Kong Buddha (1985)
- Mrs. Pollifax and the Golden Triangle (1988)
- Mrs. Pollifax and the Whirling Dervish (1990)
- Mrs. Pollifax and the Second Thief (1993)
- Mrs. Pollifax Pursued (1995)
- Mrs. Pollifax and the Lion Killer (1996)
- Mrs. Pollifax, Innocent Tourist (1997)
- Mrs. Pollifax Unveiled (2000)

#### SérieMadame Karitska
- Clairvoyant Countess (1975)
- Kaleidoscope (2002)

#### Autres romans policiers
- Uncertain Voyage (1967)
- A Nun in the Closet ou A Nun in the Cupboard (1975)
- A New Kind of Country (1978), signé Dorothy G. Butters
- The Tightrope Walker (1979) Publié en français sous le titre Les Funambules, Paris, Librairie des Champs-Élysées, Le Masque no 1662, 1981
- Incident at Badamya (1989)
- Caravan (1992) Publié en français sous le titre La Captive du désert, Paris, Presses de la Cité, 1993
- Thale's Folly (1999)

#### Littérature d’enfance et de jeunesse signée Dorothy Gilman Butters
- Enchanted Caravan (1949)
- Carnival Gypsy (1950) Publié en français sous le titre Une si jolie petite foire, Verviers, Gérard et Cie, coll. Marabout Mademoiselle no 69, 1959
- Ragamuffin Alley (1951)
- The Calico Year (1953)
- Four-Party Line (1954)
- Papa Dolphin’s Table (1955)
- Girl in Buckskin (1956)
- Heartbreak Street (1958) Publié en français sous le titre Rue Crève-cœur, Verviers, Gérard et Cie, coll. Marabout Mademoiselle no 145, 1962
- Witch’s Silver (1959) Publié en français sous le titre Les Deux Arabelle, Verviers, Gérard et Cie, coll. Marabout Mademoiselle no 106, 1960
- Masquerade (1961) Publié en français sous le titre Quatre filles à Philadelphie, Verviers, Gérard et Cie, coll. Marabout Mademoiselle no 137, 1962
- Ten Leagues to Boston Town (1963)
- Heart’s Design (1963)
- The Bells of Freedom (1963)
- The Maze in the Heart of the Castle (1983)

#### Nouvelle isolée
- The Stalker (2002)

#### Autre publication
- On Creative Writing (1964), en collaboration avec plusieurs écrivains.

## Adaptations
- 1971 : Mrs. Pollifax-Spy (en), film américain, adaptation de The Unexpected Mrs. Pollifax réalisée par Leslie H. Martinson, avec Rosalind Russell dans le rôle-titre.
- 1999 : L'Extravagante Madame Pollifax, téléfilm de Anthony Pullen Shaw, avec Angela Lansbury dans le rôle-titre.

## Prix et distinctions
- Grand Master Award 2010

## Sources
- Jacques Baudou et Jean-Jacques Schleret, Le Vrai Visage du Masque, vol. 1, Paris, Futuropolis, 1984, 476 p. (OCLC 311506692), p. 220.
- Claude Mesplède, Dictionnaire des littératures policières, vol. 1 : A - I, Nantes, Joseph K, coll. « Temps noir », 2007, 1054 p. (ISBN 978-2-910-68644-4, OCLC 315873251), p. 842.